# Борисовка (Полтавская область)
Бори́совка (укр. Борисівка) — село,
Андреевский сельский совет,
Диканьский район,
Полтавская область,
Украина.
Код КОАТУУ — 5321080402. Население по переписи 2001 года составляло 64 человека.

## Географическое положение
Село Борисовка находится на левом берегу реки Средняя Говтва,
выше по течению на расстоянии в 1 км расположено село Ландари,
ниже по течению на расстоянии в 2 км расположено село Кишеньцы,
на противоположном берегу — село Ивашковка.

## История
- 1867 — дата основания.

## Экономика
- Молочно-товарная ферма.